# ساسان امیرپور
ساسان امیرپور امرایی کارگردان تله‌تئاتر، و دیگر برنامه‌های تلویزیونی نمایشی و غیر نمایشی است. او کارگردان ارشد تلویزیون و تهیه‌کننده و تدوینگر صدا و سیماست. در کارنامهٔ او کارهای نمایشی کودک مانند «هادی و هدی» و تله‌تئاترهایی همچون «به سوی دمشق»، «بازرس کل»، «خانه‌های اجاره‌ای»، «تله موش»، «دشمن مردم» و «نکراسوف» و تله‌فیلمهایی چون «سه پاس» و بسیاری کارهای دیگر دیده می‌شود. امیرپور مدرس دانشگاه در مقاطع کارشناسی و کارشناسی ارشد، و مدرس مرکز آموزش صدا و سیما است. وی فارغ‌التحصیل رشتهٔ کارگردانی تلویزیون از مدرسهٔ عالی تلویزیون و سینما است. او همچنین دارای مدرک کارشناسی روان‌شناسی بالینی و کارشناسی ارشد روان‌شناسی کودک از دانشگاه تهران است. در طول چند دهه فعالیت هنری، وی کارگردانی، تهیه‌کنندگی و تدوین صدها برنامهٔ نمایشی، عروسکی، مستند و برنامه‌های دیگر را بر عهده داشته است.

## تله‌تئاترها و تله‌فیلم‌ها
- سه پاس (از حیات طیبه نوجوان نجیب و زیبا) (۱۳۸۷)
- پسران طلایی (۱۳۸۶)[۲]
- یغمای با شکوه خورشید (۱۳۸۶)
- آهسته با گل سرخ (۱۳۸۳)
- نکراسوف (۸۳–۱۳۸۲)[۳]
- بازرس کل (۸۲–۱۳۸۱)[۴]
- به سوی دمشق (۱۳۸۰)[۵]
- استنطاق (۷۸–۱۳۷۷)
- همهٔ پسران من (۱۳۷۷)[۶]
- کشتی اسپرانزا (۱۳۷۷)
- خسیس (۱۳۷۷)
- تله موش (۱۳۷۶)
- در منطقهٔ جنگی (۱۳۷۶)
- دفینهٔ گندم (۱۳۷۵)
- خانه‌های اجاره‌ای (۱۳۷۵)
- دشمن مردم (۱۳۷۴)[۷]
- چراغ گاز (۷۳–۱۳۷۲)[۸]
- قبل از انفجار (۱۳۶۸)
- فانوس پندار (۱۳۶۲)

## برنامه‌های نمایشی، سریال، عروسکی، مسابقه و غیره
- مسابقه‌های از مدرسه تا مدرسه (۶۶–۱۳۶۲)
- هادی و هدی (۶۶–۱۳۶۵)
- چاق و لاغر (اولین فصل-عروسکی) (۶۶–۱۳۶۵)
- بازی شادی تماشا (۶۸–۱۳۶۶)
- اشاره‌ها (۱۳۶۷)
- شهر عجیب (شهر بیداری) (۶۸–۱۳۶۷)
- خاله عنکبوته (۶۸–۱۳۶۷)
- سیمای کوچک (۶۹–۱۳۶۸)
- روزهای تنهایی(۱۳۶۹)
- روزنامه دیواری (۱۳۷۲)
- خوشک (۱۳۷۳)
- روز جهانی کودک (نمایشی-عروسکی)(۱۳۷۳)
- اطلاعات و ارتباطات (۱۳۷۴)
- نوروز ۷۵ (۱۳۷۵)
- سفر دل (نمایشی-موزیکال) (۱۳۷۵)
- شب اهل دل (۱۳۷۶)
- آقای حسابی (۱۳۷۸)
- قصه‌های شبانه(۱۳۷۹)
- سؤال (۱۳۷۹)
- داروخانهٔ پر ماجرا (۱۳۷۹)
- کرور (میلیون) (۸۲–۱۳۸۱)
- سر عشق (۱۳۸۵)
- افسانه‌های ایرانی (۱۳۸۷)
- + کارگردانی چندین برنامهٔ مستند ازجمله مستند «کتابخانهٔ ملی ایران» و «دانشگاه‌های تهران»
- + کارگردانی ده‌ها برنامهٔ موسیقی کلاسیک، بین‌الملل، سنتی و مقامی

## جوایز
- جشنوارهٔ سوم سیما؛ بهترین کارگردانی؛ ۱۳۸۰ تله‌تئاترهای خانه‌های اجاره‌ای و تله موش[۶]
- جشنوارهٔ چهارم سیما؛ بهترین کارگردانی؛ ۱۳۸۲ تله‌تئاتر به سوی دمشق[۹]
- دومین جشنوارهٔ تلویزیونی جام جم؛ بهترین تدوین؛ ۱۳۹۱[۱۰]